# Кауфман, Сара (критик)
Сара Кауфман (англ. Sarah Kaufman, род. 1963, Остин) — американская писательница и танцевальный критик газеты The Washington Post. В 2010 году она стала лауреатом Пулитцеровской премии за критику. Её последняя работа «Искусство благодати» была опубликована издательством W. W. Norton & Company осенью 2015 года. 

## Биография
Кауфман родилась в Остине, штат Техас, и выросла в Вашингтоне, округ Колумбия. Она получила степень бакалавра по английскому языку в Мэрилендском университете, где училась у поэта-лауреата Рида Уиттемора. В 1988 году она окончила магистратуру Школы журналистики Медилла при Северо-Западном университете. 
Кауфман изучала танцы, пока не бросила это занятие в аспирантуре. Она попала в журналистику, когда пожаловалась в Washington City Paper на отсутствие обзоров танцев, а затем начала писать обзоры для этого издания. В 1990-х годах Кауфман и её муж переехали в Мюнхен, Германия, где она работала переводчиком и внештатным автором англоязычных статей о культуре и журналистике. 
По возвращении в США Кауфман начала работать внештатным сотрудником в Post. Когда танцевальный критик Post и лауреат Пулитцеровской премии Алан М. Кригсман, которого Кауфман называет «моим героем, другом и наставником», вышел на пенсию в 1996 году, Кауфман заняла пост танцевального критика. В своей статье для Post она опубликовала историю о том, что многие работы Марты Грэм находятся в общественном достоянии. Она также получила премию Missouri Lifestyle Journalism Award в номинации «Журналистика в сфере искусства и развлечений» за свой репортаж о сокращении числа балетных постановок в Центре исполнительских искусств имени Джона Ф. Кеннеди. 
Её уволили в 2022 году.